# Eglantyne Jebb
Eglantyne Jebb (25 de agosto de 1876, Ellesmere, Reino Unido - 17 de Dezembro de 1928, Genebra, Suíça) foi uma ativista reformista e fundadora da Save the Children. Ela escreveu o primeiro rascunho da Declaração Universal dos Direitos da Criança, que eventualmente seria adotado pela Liga das Nações em 1924.

## Biografia
Tendo estudado História na Universidade de Oxford, Eglantyne foi treinada para ser uma professora, mas após um ano ensinando crianças, ela percebeu que essa não era sua vocação. Entretanto, ela notou os efeitos da pobreza na vida das crianças.
Quando ela voltou para Cambridge para cuidar de sua mãe, Eglantyne acabou trabalhando para organização de caridade da região, a Charity Organisation Society (COS), tendo inclusive realizado uma pesquisa em Cambridge. Nesta organização, conheceu Florence Ada Keynes, secretária da unidade COS local, e também conheceu Margaret Keynes, sua filha, com quem manteria uma relação amorosa por muitos anos, até o casamento de Margaret com um homem. A existência ou não dessa relação homoafetiva é o ponto mais controverso da biografia de Eglantyne.
Em 1913, Eglantyne ajudou uma caridade fundada por seu cunhado Charlie Buxton e seu irmão Noel Buxton para a organização Macedonian Relief Fund, uma caridade criada para ajudar refugiados da Segunda Guerra Balcânica. Ela voltou para a Inglaterra poucos meses antes da Primeira Guerra Mundial, onde ela trabalhou em um projeto de sua irmã, onde importavam e traduziam jornais estrangeiros, afim de demonstrar os verdadeiros efeitos da guerra aos civis dos países inimigos.

## Save the Children

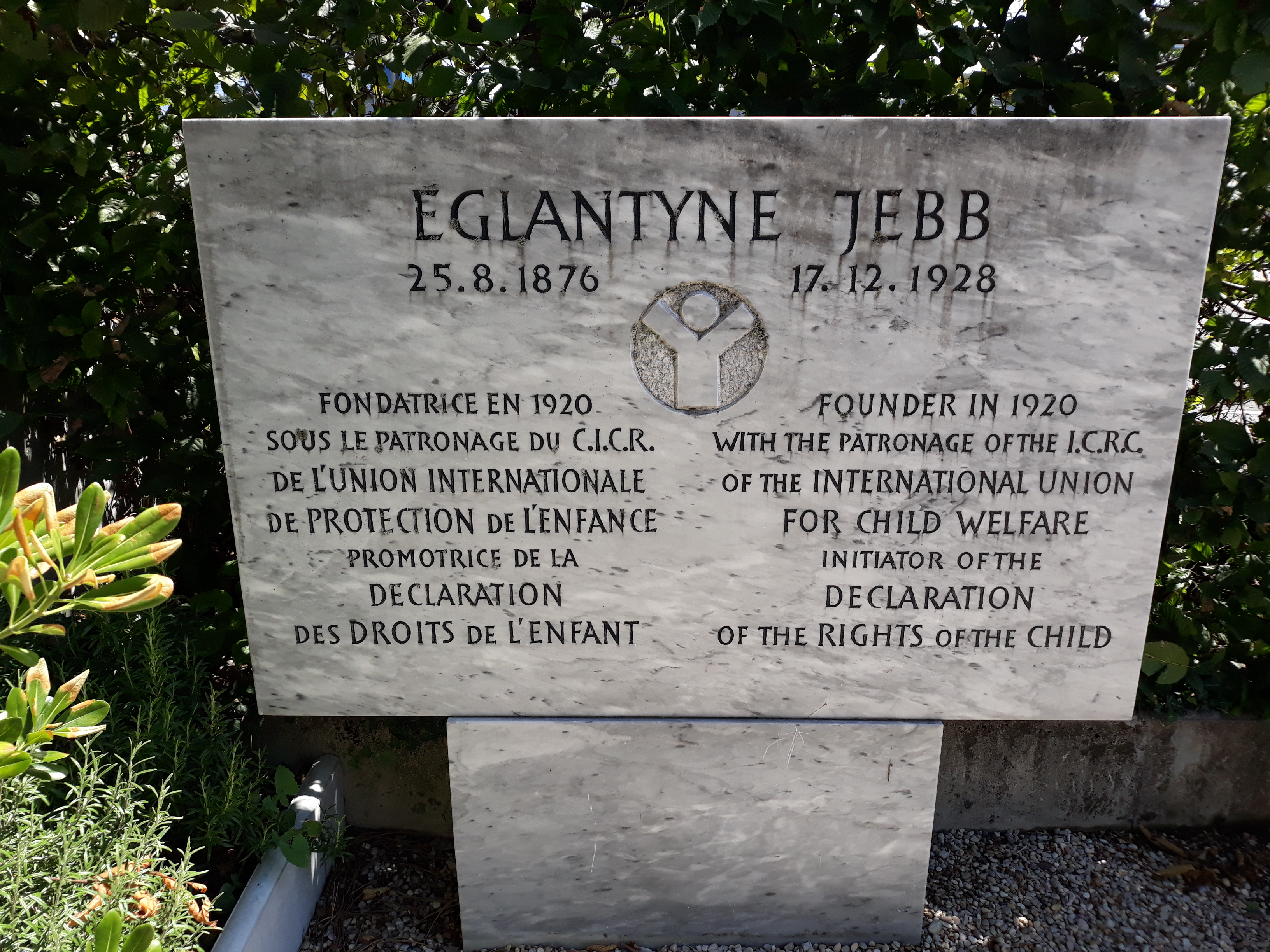
Memorial para Eglantyne Jebb, na sede do Comitê Internacional da Cruz Vermelha em Genebra.

Com o Império Áustro-Hungaro e o Império Alemão entrando em colapso, ficou claro que as crianças nesses países estavam sofrendo cada vez mais por alimentos. As irmãs fundaram o Fight the Famine Council, um grupo para pressionar a Inglaterra a encerrar o bloqueio naval contra os países e garantir o tráfego de navios para esses países. Entretanto, o foco mudou rapidamente com o fim da guerra. O grupo agora se chamava Save the Children Fund, e agora arrecadam doações para prover serviços assistenciais para as vítimas da guerra. Com o sucesso da organização, um capítulo internacional foi lançado por Eglantyne e Dorothy em Genebra, com ajuda do capítulo britânico e o capítulo sueco.

## Declaração Universal dos Direitos da Criança
Com a queda nas doações ao fundo no começo da década de 20, Eglantyne planejou e realizou pesquisas científicas, além de encontros com outras organizações de bem estar para crianças. A declaração também servia para promover o capítulo internacional da Save the Children, que não tinha tantos membros quanto o capítulo britânico. A declaração foi adotada pela Liga das Nações em 1924.

## Morte e legado
Após anos com um problema de tiroide, Eglantyne Jebb morreu em uma casa de repouso em Genebra em 1928. Ela foi enterrada no Cemitério de São Jorge. Sua lápide trazia uma inscrição em inglês com uma citação do Evangelho de Mateus, capítulo 25, versículo 40: 
"Verily I say unto you, Inasmuch as ye have done it unto one of the least of these my brethren, ye have done it unto me." 
(“Em verdade vos digo que tudo o que fizestes a um destes meus pequeninos irmãos, foi a mim que o fizestes.”) 
Em 7 de fevereiro de 2024, a cidade de Genebra enterrou novamente os restos mortais de Jebb em um túmulo no Cimetière des Rois, acompanhado por uma cerimônia solene para homenageá-la por seu compromisso com os direitos da criança. O cemitério é considerado o Panteão de Genebra, onde os sepultamentos são reservados a personalidades que deram contribuições particularmente notáveis à cidade e à comunidade.